# الدين في إمبراطورية المغول

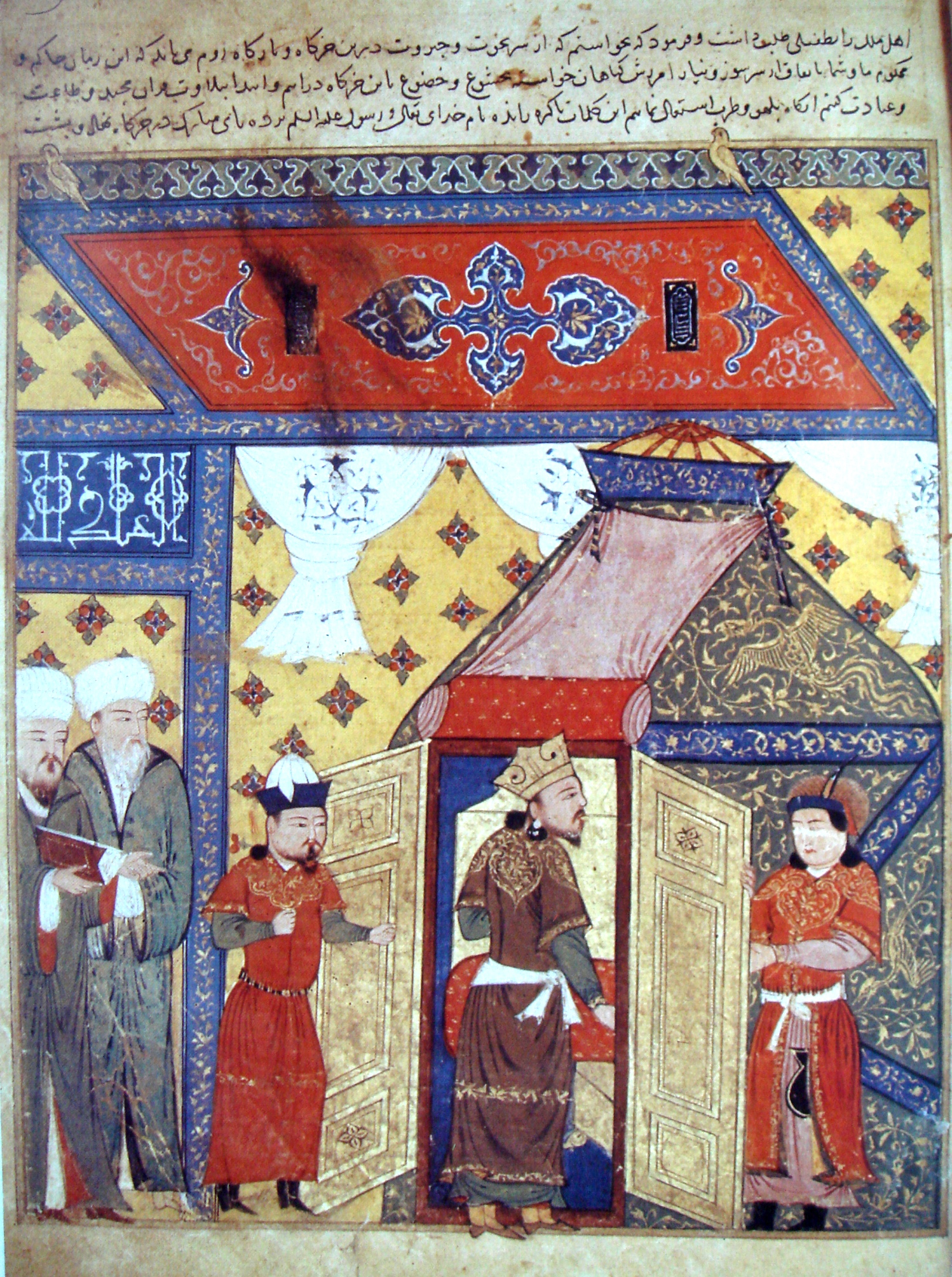
مصغرة فارسية تظهر تحول محمود غازان من البوذية إلى الإسلام

كان المغول متسامحين بشدة مع أغلب الأديان خلال إمبراطورية المغول الأولى، وكانوا يرعون العديد منهم في نفس الوقت. في زمن جنكيز خان في القرن الثالث عشر، وجد كل ديانة تقريبا معتنقين، من البوذية إلى المسيحية الشرقية والمانوية إلى الإسلام. ولتجنب الفتنة، أسس جنكيز خان مؤسسة كفلت الحرية الدينية الكاملة، رغم أنه كان نفسه شمانيا. وبموجب إدارته، كان كل الزعماء الدينيين معفيين من الضرائب ومن الخدمة العامة. كان أباطرة المغول معروفين بتنظيم مسابقات المناظرات الدينية بين رجال الدين، وكان هذا من شأنه أن يجذب عددا كبيرا من الجماهير.